# سحرگاه هفتم
سحرگاه هفتم (انگلیسی: The 7th Dawn) یک فیلم به کارگردانی لوئیس گیلبرت است که در سال ۱۹۶۴ منتشر شد.

## بازیگران
- ویلیام هولدن
- کاپوسین
- تتسورو تامبا
- سوزانا یورک
- مایکل گودلیف
- سیدنی تفلر
- موریس دنهام